# Günther Trauer
Siegfried Günther Trauer (* 23. August 1878 in Dresden; † 16. März 1956 in Brackwede) war ein deutscher Bauingenieur, Stadtplaner und Baubeamter, der insbesondere als Tragwerksplaner der zum Weltkulturerbe gehörenden Jahrhunderthalle in Breslau bekannt ist. Von 1925 bis 1939 war er dort Stadtbaurat für Städtebau.

## Leben

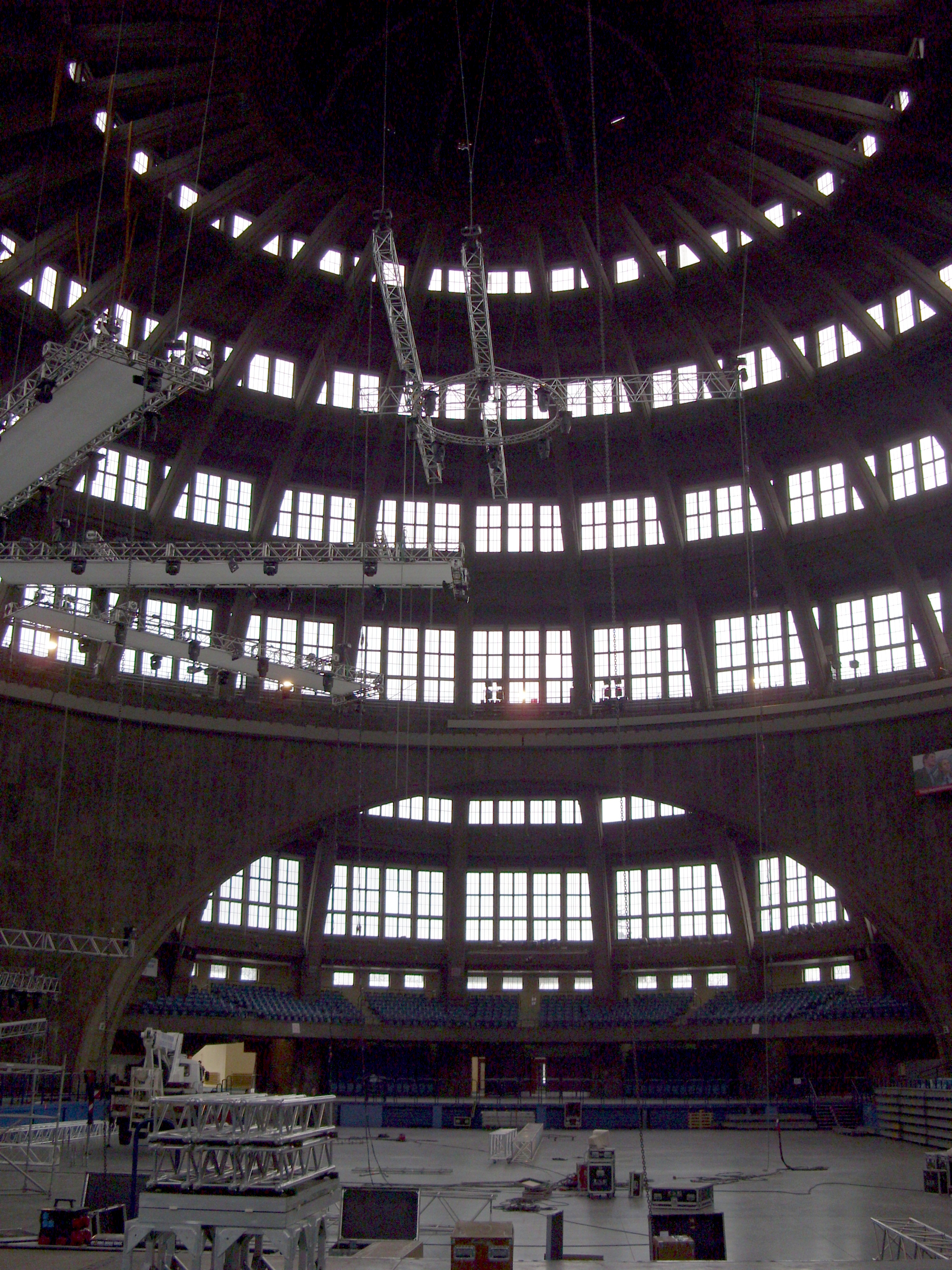
Jahrhunderthalle Breslau

Günther Trauer, Sohn des Finanz-Rechnungs-Sekretärs Friedrich Franz Trauer, studierte von 1898 bis 1902 Bauingenieurwesen an der Technischen Hochschule Dresden und der Technischen Hochschule Darmstadt. Anschließend promovierte er in 1907 an der Bauingenieurabteilung der Technischen Hochschule Dresden zum Dr.-Ing. mit der Dissertation Der günstigste Gurtabstand sowie die Gewichte gegliederter flusseiserner Zweigelenkbogenträger mit nahezu parallelen Gurtungen. Ab dem ersten Jahrzehnt des 20. Jahrhunderts war er in der Breslauer Baudeputation als Tragwerksplaner und Versorgungsingenieur mit der Amtsbezeichnung Stadtbauinspektor tätig. In seiner Funktion beaufsichtigte er die Bauaufgaben der Stadtgemeinde und arbeitete mit den Stadtbauräten für Tiefbau Alfred von Scholtz und für Hochbau Max Berg zusammen. In enger Zusammenarbeit mit Berg schuf er die Jahrhunderthalle, die heute als frühes Beispiel der interdisziplinären Planung gilt. Des Weiteren plante er mit dem Direktor der ausführenden Bauunternehmung Dyckerhoff & Widmann AG, Willy Gehler, den Bauablauf und übernahm zusammen mit dem Architekten Paul Schreiber die Bauleitung.
Anschließend plante er zahlreiche Brücken- und Wasserbauwerke. 1925 wurde er von der Breslauer Stadtverordnetenversammlung zum Stadtbaurat für Städtebau (Planungsdezernent und Mitglied des Magistrats) gewählt und wurde damit zum 30. April 1925 Nachfolger seines früheren Vorgesetzten Alfred von Scholtz, der im September des Vorjahrs auf Grund des Überalterungsgesetzes zwangspensioniert wurde. Als Stadtbaurat leitete er u. a. die Einrichtung der Sportstätte in Breslau-Leerbeutel mit der von Richard Konwiarz entworfenen Schlesier-Kampfbahn und befasste sich zunehmend mit der Verkehrsplanung bzw. der Stadterweiterung nach 1928. Nach der Machtübernahme durch die Nationalsozialisten blieb er im Amt, während der Stadtbaurat für Hochbau Fritz Behrendt des Amtes enthoben wurde. Von der Technischen Hochschule Breslau wurde Trauer zum Ehrensenator ernannt. In der Forschungsgesellschaft für das Straßenwesen übernahm er in dieser Zeit die Führung der Arbeitsgruppe Steinstraßen. Mit dem 1. Oktober 1939 schied er aus dem Amt des Stadtbaurats unter Angabe gesundheitlicher Gründe aus.
Nach dem Zweiten Weltkrieg gelangte er in die sowjetische Besatzungszone bzw. die spätere Deutsche Demokratische Republik, wo er an mehreren Wettbewerben zum Wiederaufbau der Städte teilnahm. Er lebte und arbeitete in seiner Heimatstadt Dresden.

## Werk (unvollständig)
- Kaiserbrücke (jetzt most Grunwaldzki), Bauleitung, unter Alfred von Scholtz (Projektoberleitung), 1908–1910
- Tragkonstruktion der Jahrhunderthalle in Breslau, mit Max Berg (Architektur), 1911–1913
- Hindenburgbrücke (später most Karłowicki, jetzt mosty Warszawskie Środkowy und -Wschodni), mit Alfred von Scholtz (Projektoberleitung), 1914–1916[9]
- Rosentaler Brücke (jetzt most Trzebnicki Północny), mit Alfred von Scholtz (Projektoberleitung), 1914–1916[9]
- Tragwerkplanung der südlichen und nördlichen Wasserkraftwerke in Breslau, mit Max Berg (Architektur), 1921–1925
- Werderbrücke Nord (jetzt most Pomorski Północny), 1928–1930
- Umbau und Erweiterung der Universitätsbrücke (jetzt mosty Uniwersyteckie), mit Dipl.-Ing. Reimer, 1933–1934; Ursprungsbau von Johann Wilhelm Schwedler und Ferdinand Alexander Kaumann
- Umbau und Erweiterung der Scheitniger Brücke (jetzt most Szczytnicki), 1933–1934
- Generalbebauungsplan der Hauptstadt Breslau
  - Erste Fassung, mit Heinrich Knipping, 1935
  - Überarbeitung, mit Herbert Boehm, 1938
- Städtebauwettbewerbe:
  - Ideenwettbewerb Neuaufbau Dresden, 1. Preis, 1946[10]
  - Wiederaufbau Neuer Markt in Rostock, mit Wolfgang Rauda, 1948[11]
  - Zentralplatz Dresden, mit Wolfgang Rauda, 1. Preis, 1950[12]